# Giuseppe Palmas
Giuseppe Palmas (Cesena, 6 janvier 1918 - 22 juillet 1977) était un photographe et photojournaliste italien.

## Biographie
Malgré une enfance difficile (son père étant décédé tôt), Giuseppe Palmas fit ses études à l'université de Venise, interrompues par la Seconde Guerre mondiale.
Palmas commença sa carrière de photojournaliste en 1946 et travailla pour le Corriere Lombardo à Milan, un des principaux journaux italiens. Il œuvra aussi à Rome, avant de retourner finir ses jours dans sa ville natale.
Palmas est connu notamment pour ses photos de célébrités dans les années 1950 et 1960.